# جوناثان ماساكاند
جوناثان ماساكاند (مواليد 26 فبراير 1984) هو سبّاح سويسري، مثّل بلاده في الألعاب الأولمبية الصيفية 2008.

## روابط خارجية
جوناثان ماساكاند على موقع الاتحاد الدولي للسباحة (الإنجليزية)
- جوناثان ماساكاند على موقع SwimRankings.net (الإنجليزية)
- جوناثان ماساكاند على موقع اللجنة الأولمبية الدولية (الإنجليزية)
- جوناثان ماساكاند على موقع أوليمبيديا (الإنجليزية)